# Dilobopterus axillaris
Dilobopterus axillaris är en insektsart som beskrevs av Young 1977. Dilobopterus axillaris ingår i släktet Dilobopterus och familjen dvärgstritar. Inga underarter finns listade i Catalogue of Life.